# Заполля (Ям-Тьосовське сільське поселення)
Заполля (рос. Заполье) — присілок у Лузькому районі Ленінградської області Російської Федерації.
Населення становить 28 осіб. Належить до муніципального утворення Ям-Тьосовське сільське поселення.

## Історія
Згідно із законом від 28 вересня 2004 року № 65-оз належить до муніципального утворення Ям-Тьосовське сільське поселення.

## Населення
| 1879 | 1885 | 1909 | 1928 | 1965 | 1997 | 2007 |
| ---- | ---- | ---- | ---- | ---- | ---- | ---- |
| 178  | ↗233 | ↗258 | ↗298 | ↘62  | ↘36  | ↘32  |
| 2010 | 2013 |      |      |      |      |      |
| ↘13  | ↗28  |      |      |      |      |      |